# Claiborne Pell

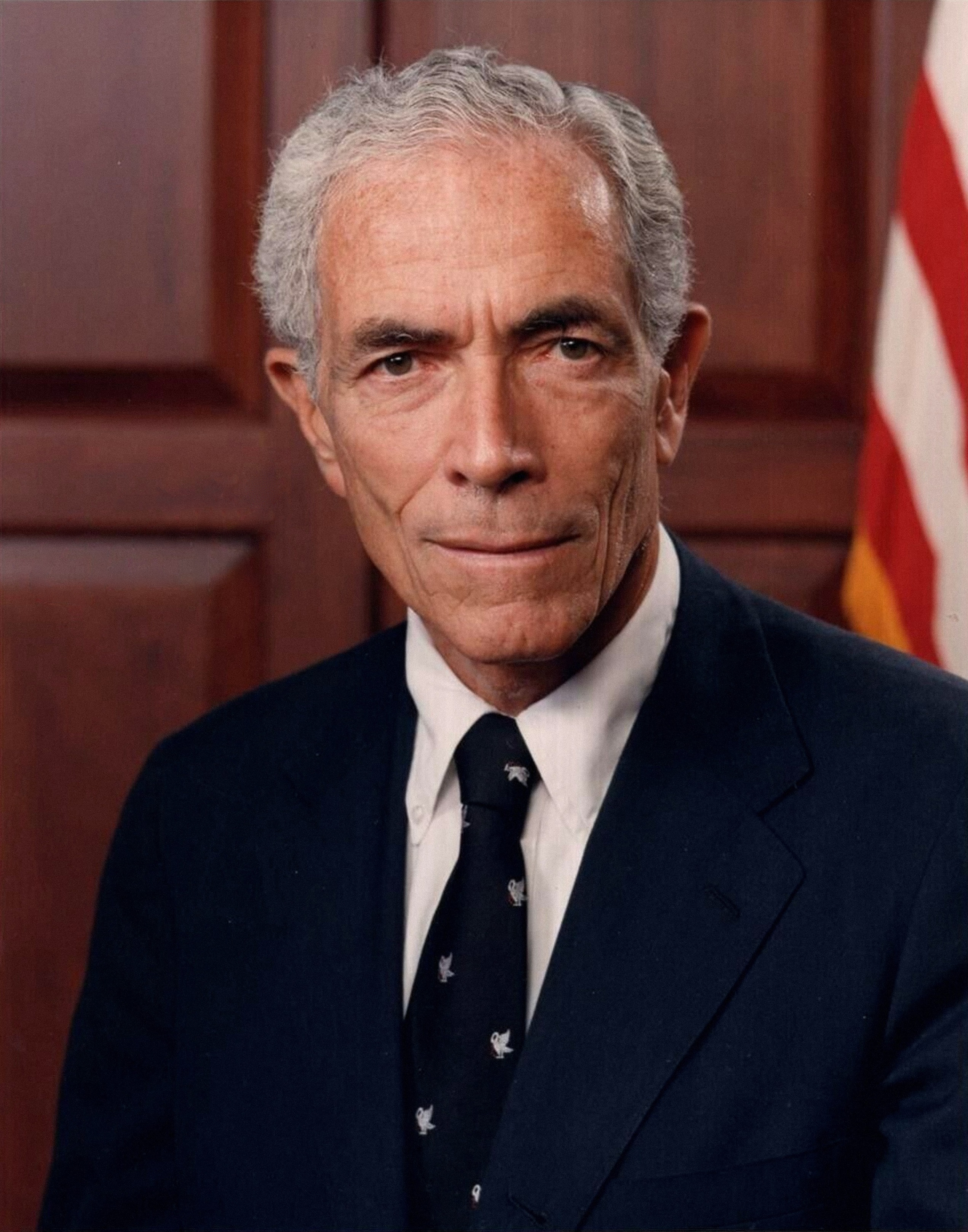
Claiborne Pell

Claiborne de Borda Pell (* 22. November 1918 in New York City; † 1. Januar 2009 in Newport, Rhode Island) war ein US-amerikanischer Politiker, der den Bundesstaat Rhode Island im US-Senat vertrat.

## Leben

### Herkunft und Ausbildung
Claiborne Pell wuchs in einer Diplomatenfamilie heran. So war sein Vater Herbert Pell (1884–1961) US-amerikanischer Botschafter in Portugal und Ungarn und kurzzeitig, von 1919 bis 1921, Abgeordneter für Rhode Island im Repräsentantenhaus der Vereinigten Staaten. Weitere bekannte Politiker, die aus der Familie Pell stammen, sind Pells Urururgroßvater John Francis Hamtramck Claiborne (1809–1884), einst Kongressabgeordneter für den Staat Mississippi, sowie Pells Urururonkel George M. Dallas, der unter James K. Polk das Amt des US-Vizepräsidenten bekleidete. Auch war er ein Ururururenkel des Gouverneurs von Louisiana, William Charles Cole Claiborne, und von Nathaniel Claiborne, eines Kongressabgeordneten von Virginia. Überdies war Pell entfernt mit dem Mathematiker John Pell verwandt.
Pell wuchs in Rhode Island auf, wo er die Schulen absolvierte. 1940 erhielt er seinen Bachelor of Arts in Geschichte an der Princeton University und 1946 seinen Master of Arts an der Columbia University. Danach absolvierte er seinen Militärdienst in der United States Coast Guard. 1945 erhielt er eine Stelle im US-Außenministerium und diente bis 1952 in Botschaften in der Tschechoslowakei und Italien.

### Politische Karriere
1960 bewarb sich Pell als Nachfolger des nach 24 Amtsjahren nicht mehr antretenden Theodore F. Green um das Amt des US-Senators von Rhode Island und konnte in den Vorwahlen selbst ehemalige Gouverneure, darunter Dennis J. Roberts und J. Howard McGrath, hinter sich lassen. Als Kandidat der Demokraten gewann Pell die Wahl schließlich im Herbst 1960 und trat sein Amt am 3. Januar 1961 an. Er diente danach 36 Jahre lang im Senat, amtierte sechs Amtszeiten und trat erst am 3. Januar 1997 aus Altersgründen zurück. Pell war somit der am längsten dienende Senator von Rhode Island. Von 1987 bis 1995 war er Vorsitzender des Auswärtigen Ausschusses des US-Senats. Nach Pell wurde der Pell Grant benannt, ein 1973 ins Leben gerufenes Gesetz, das ärmeren Studenten den Zugang zu Universitäten erleichtern sollte.

### Privatleben
Pell war mit Nuala O’Donnell verheiratet, der Erbin der Supermarktkette The Great Atlantic and Pacific Tea Company. Das Paar hat vier Kinder, drei Söhne und eine Tochter. Sein Cousin war der Tennisspieler Theodore Pell. Pell galt in den USA als Unterstützer der Rechte von Homosexuellen, wohl auch deshalb, da seine Tochter sich als lesbisch geoutet hatte. Zuletzt litt Pell an der Parkinson-Krankheit, an der er im Januar 2009 im Alter von 90 Jahren starb.

## Auszeichnungen
- 1994: Presidential Citizens Medal
- 1997: Light of Truth Award